# Piazza Venezia
La plaça Venècia italià: Piazza Venezia) és una cèlebre plaça de Roma, Itàlia. Està situada als peus del turó capitolí, on es creuen cinc dels carrers més importants de la capital: la Via dei Fori Imperiali, la Via del Corso, l'eix Via Cesare Battisti- Via Nazionale, l'eix Via del Plebiscit - Corso Vittorio Emanuele II i la Via del Teatre di Marcello.

## Descripció

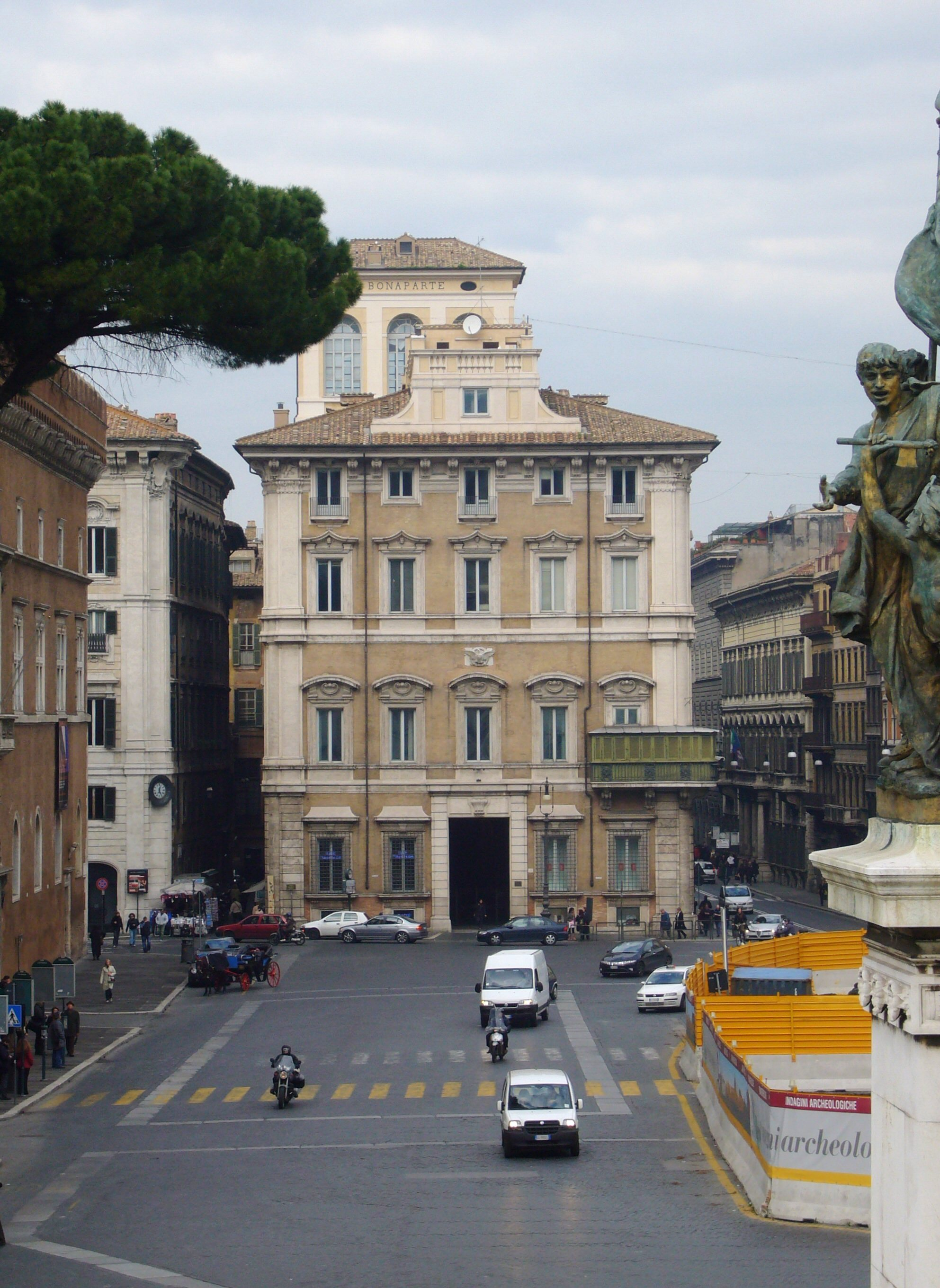
El Palazzo Bonaparte, on va viure i va morir María Leticia Ramolino, mare de Napoleó.

L'aspecte actual de la plaça es deu principalment a les intervencions de demolició i reconstrucció realitzades entre finals del segle xix i principis del xx després de la construcció del Vittoriano, el colossal monument a Víctor Manuel II, identificat sovint per sinècdoc amb l'Altar de la Pàtria, que és la seva part central, en què posteriorment —el 1921— es va disposar la tomba del soldat desconegut.
Com que aquest enorme monument —igual que la torre del Palazzo Senatorio, situat al turó capitolí— havia de dominar la plaça i diferenciar-se amb la seva estètica monumental umbertina de l'arquitectura romana històrica nodrida de travertí, es va decidir revestir-lo completament de marbre botticí, un tipus de marbre brescià mai usat a Roma abans que decretés el seu ús monumental pel ministre brescià Giuseppe Zanardelli i mai més després. Per fer-li espai es van enderrocar diverses construccions de diferent antiguitat situades al turó capitolí, des del medieval convent de Santa Maria a Aracoeli amb els seus claustres fins a la torre de Paulo III, que, construïda entre 1534 i 1542, estava unida al Palazzetto Venezia mitjançant una passarel·la similar al Passetto di Borgo .

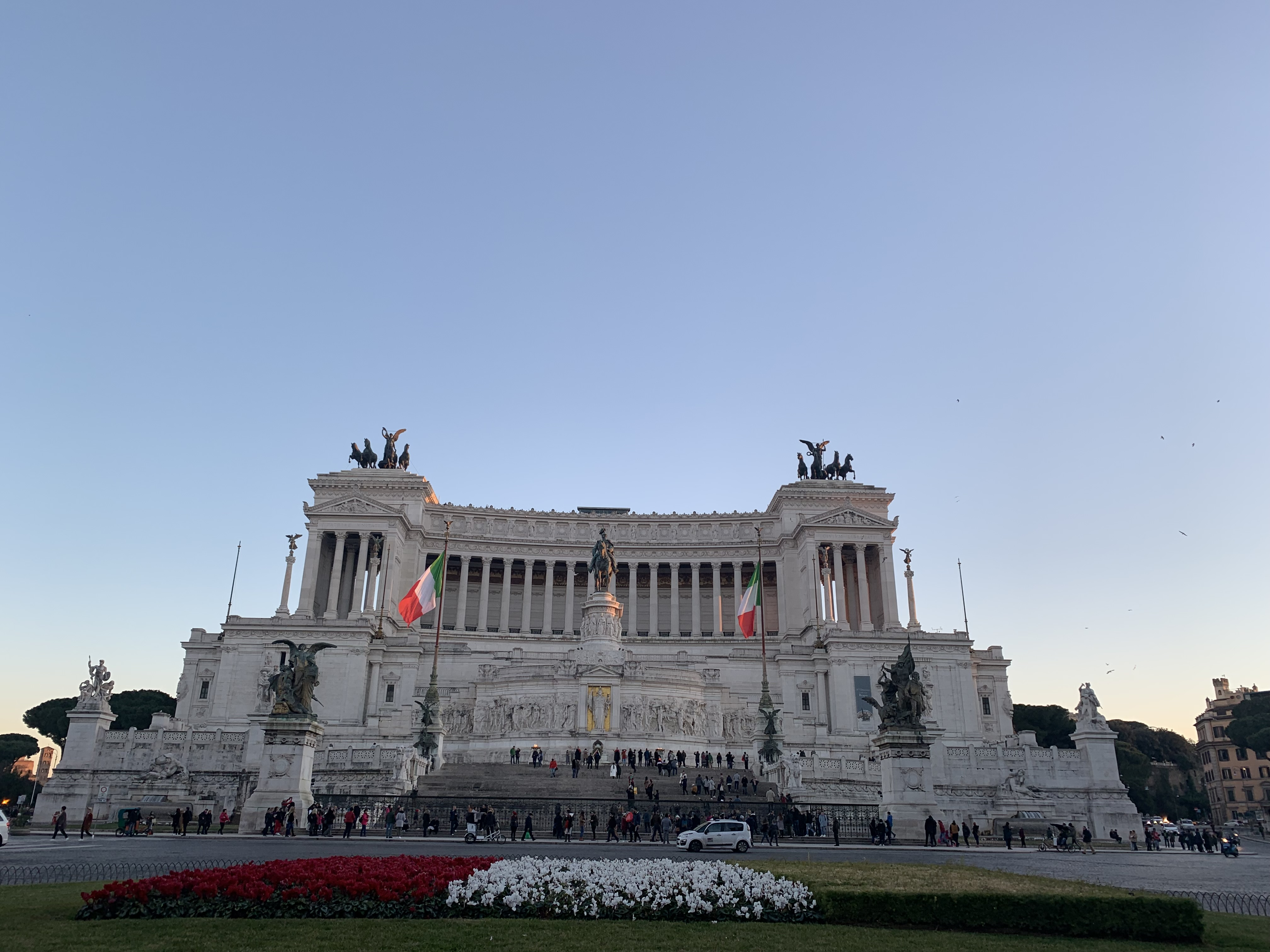
El Vittoriano vist des de la piazza

Després de la construcció del Vittoriano, la forma de la plaça va ser redibuixada pel mateix arquitecte del monument, Giuseppe Sacconi. A ell es deu la idea inicial del Palazzo delle Assicurazioni Generali, situat davant del més antic Palazzo Venezia, la façana del qual reflecteix la volumetria d'aquest altre palau. El projecte del palau va ser elaborat posteriorment per Arturo Pazzi, Alberto Manassei i Guido Cirilli. Està decorat amb un gran lleó de Sant Marc de l'època renaixentista, antigament situat sobre la torrassa del Portello Novo de les muralles de Pàdua com a símbol del domini de la República de Venècia sobre aquesta ciutat; va ser llançat al canal que hi havia sota la fortificació per les milícies franceses el 1797 i recuperat d'allà dècades després, per ser posteriorment adquirit i col·locat com a ornament de la plaça. El Palazzo delle Assicurazioni va ser construït en una posició més endarrerida respecte als edificis demolits: el Palazzo Paracciani-Nepoti, el Palazzo Torlonia (o Del Nero-Bolognetti-Torlonia) de Carlo Fontana i el Palazzo Frangipane-Vincenzi, que estaven situats al eix de la Via del Corso. Gràcies a aquestes demolicions, la plaça, que ja era un punt neuràlgic de les noves artèries realitzades per a Roma capital, es va ampliar considerablement.

### Palaus demolits o remodelats

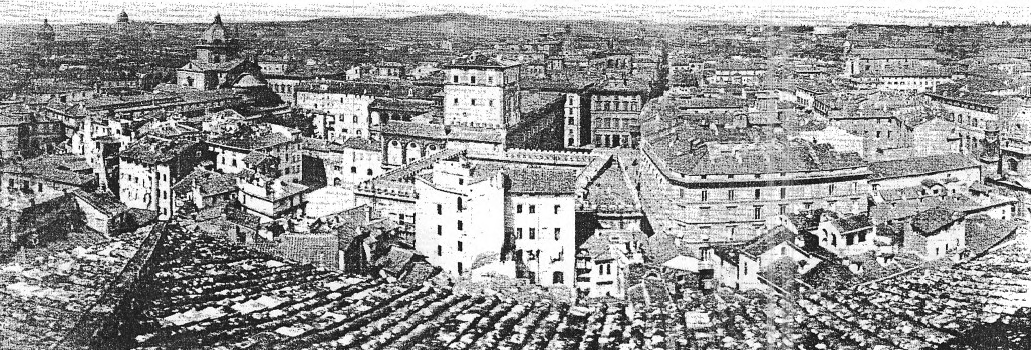
La futura Piazza Venezia, al centre de la imatge (és l'espai obert a la dreta del Palazzo Venezia, reconeixible per la presència d'una torrassa; a la dreta d'aquest espai es troba el Palazzo Torlonia, que va ser demolit posteriorment), vista des del costat del turó capitolí on es construiria el Vittoriano, en una fotografia del 1870.

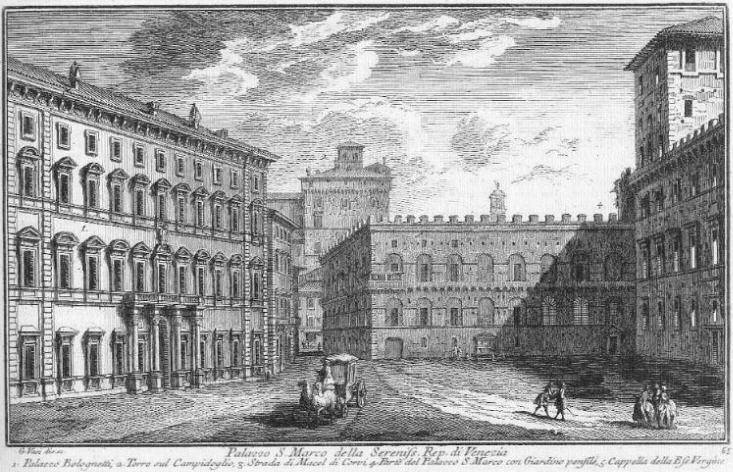
Veduta de Giuseppe Vasi (1761) que representa la Piazza Venezia a l'època, abans de les demolicions. De front, el Palazzetto Venezia (traslladat a la dreta per eixamplar la plaça); a l'esquerra, el Palazzo Bolognetti-Torlonia (enderrocat); al fons, la també enderrocada Torre de Paulo III ; i finalment, a la dreta, el Palazzo Venezia.

Es va enderrocar el Palazzo Torlonia, que donava cap a la plaça i estava considerat un dels més bonics de Roma. Els Torlonia ho havien fet construir poques dècades abans, el 1827, en lloc del Palazzo Bolognetti. El nou palau es va edificar amb formes grandioses i va ser decorat amb frescos per un dels pintors més cèlebres de l'època, Francesco Podesti.
Des d'aquest mateix costat de la plaça, com assenyala una placa col·locada al costat del Palazzo delle Assicurazioni Generali que dona cap al Vittoriano, entre els edificis demolits hi havia la casa on va viure i va morir Miguel Ángel, situada en una antiga plaça anomenada Piazza Macel de 'Corvi.
Totes aquestes demolicions es van considerar necessàries per adequar les dimensions de la plaça a la presència del Vittoriano i perquè tingués una forma simètrica. Finalment, es va salvar de la demolició, però va ser traslladat abans de la seva inauguració (1911), el Palazzetto Venezia que, situat a la cantonada sud-est del Palazzo Venezia, s'interposava entre el nou monument i la plaça.

### Els palaus existents
Al costat oest de la plaça hi ha el Palazzo Venezia, que va ser inicialment seu pontifícia : el papa Juli II assistia des del balcó del palau a la carrera dels cavalls berbers, que fins a 1883 es disputava al llarg de la Via del Corso i acabava prop de la plaça, a la desapareguda Via della Ripresa dei Barberi . Posteriorment, des de 1564 fins a 1797, va albergar la representació veneciana als Estats Pontificis.

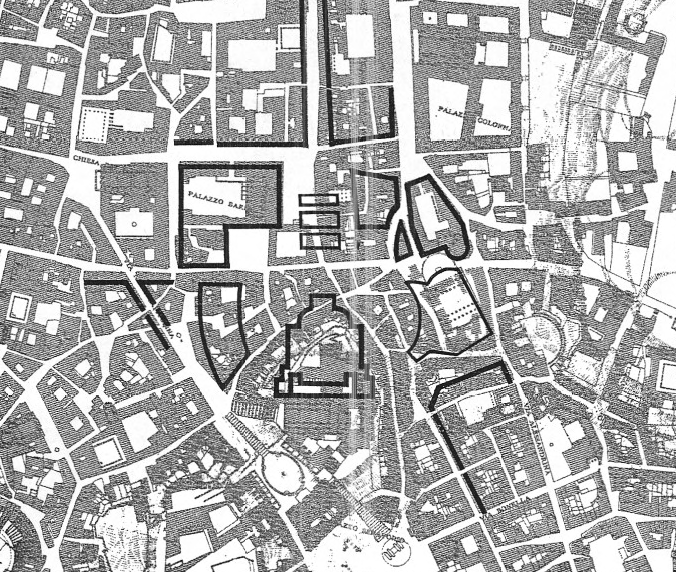
La zona de les demolicions al turó capitolí de Roma en un mapa del 1870, amb el Vittoriano en construcció i la futura Piazza Venezia marcats en negre.

Quan el Congrés de Viena va assignar als Habsburg els territoris de la República de Venècia, el palau va córrer la mateixa sort i va servir d'ambaixada de l'imperi austrohongarès fins al 1914, quan va ser confiscat per l'Estat italià. El 1929 Benito Mussolini el va escollir com a seu del Govern i des del balcó pronunciava els seus discursos a les masses feixistes. Per aquesta raó, la plaça, que en aquells anys era considerada el centre de la ciutat, va ser proclamada Fòrum d'Itàlia.
A part del Palazzo Venezia, de la configuració original de la plaça s'ha conservat el costat nord, on es troba el Palazzo Bonaparte, on va viure des de 1818 fins a la seva mort María Leticia Ramolino, mare de Napoleó. Darrere del balcó cobert (anomenat mignano ) que encara avui es pot veure a la cantonada amb la Via del Corso, la senyora —que feia una vida molt retirada— passava els dies observant la vida de la plaça, que llavors era molt més petita i irregular . Quan a una edat molt avançada va perdre la vista no va renunciar al passatemps, i feia que la seva mestressa de claus la contés la vida del carrer.

## A la cultura popular
Durant l'època nadalenca es col·loca a la plaça un gran avet decorat (traslladat el 2006 a la Piazza del Colosseo, davant de la sortida de l' estació de metro Colosseo, a causa de les obres de construcció de la línia C del metro). La plataforma elevada per als guàrdies de trànsit situada a la cruïlla amb la Via del Corso ha estat des de fa anys un element d'inspiració per a moltes pel·lícules i anuncis publicitaris, des de Vacances a Roma de William Wyler fins a A Roma amb amor de Woody Allen, que va dirigir l'escena inicial amb Pierluigi Marchionne, veritable guàrdia de la policia local de Roma Capitale. A principis de setembre del 2009 es va proposar que el 2011 es canviés el seu nom per Piazza dell'Unità d'Itàlia, en ocasió del 150è aniversari de la proclamació del Regne d'Itàlia, proposada posteriorment rebutjada.

## Transport
La Piazza Venezia es pot aconseguir des de l'estació Colosseo del Metro de Roma.
Des del 1905 fins al 1916 també algunes línies extraurbanes dels tramvies dels Castelli Romani travessaven la plaça.